# Bluff
Bluff je novozélandské přístavní město v regionu Southland. Jde o nejjižnější město na Jižním ostrově. Podle sčítání lidu z roku 2006 v něm žilo 1 850 obyvatel, což představovalo pokles o 85 osob proti roku 2001. Mezi městy Bluff a Oban na Stewartově ostrově na opačné straně Foveauxově průlivu funguje celoročně přívoz.
Přestože oblast města nebyla obydlena Maory, stala se jedním z prvních míst, kam mířili imigranti z Evropy. První doloženou lodí, která zakotvila v místním přístavu byla roku 1813 Perseverance, a to na cestě hledající obchodní kontakty ve lnářství. Evropští osadníci jsou zde datování od přelomu let 1823 a 1824. Toto zjištění učinilo z Bluffu nejstarší místo na Novém Zélandu se stálým osídlením Evropanů.
Mezi místní atrakce patří dům Paua house, vytvořený Fredem a Myrtle Fluteyovými. Původně se jednalo o přízemní domek, jehož venkovní stěny byly zcela pokryty lasturami ušně duhové. Lastury jsou masivně použity také v interiéru. Z domu se po smrti manželů stalo muzeum. Výstavní kolekce však byla v březnu 2007 prodána a přemístěna do Christchurch.
Další námořní muzeum nesoucí název Bluff Maritime Museum, obsahuje kolekci modelů, lodí a artefaktů používaných místními rybáři.